# バスケットボールポーランド代表
バスケットボールポーランド代表(Poland national basketball team)は、ポーランドバスケットボール連盟によって編成され国際大会に派遣されるバスケットボールのナショナルチームである。

## 歴史
1967年大会以来2回目の出場となった2019年FIBAバスケットボール・ワールドカップではコートジボワール、中国、ベネズエラを下し、1次ラウンドを全勝で突破。2次ラウンドでは1勝1敗という成績でファイナルラウンドへ進出。スペインに敗れ、8位という成績を残した。

## 主な国際大会成績
- 夏季オリンピック
  - 1936年：4位
  - 1960年：7位
  - 1964年：6位
  - 1968年：6位
  - 1972年：10位
  - 1980年：7位
- 世界選手権
  - 1967年：5位
  - 2019年：8位
- ユーロバスケット
  - 準優勝：1963年
  - 3位：1939年，1965年，1967年

## 歴代代表選手
- マルチン・ゴルタット
- マチェイ・ランペ
- ジェレミー・ソーハン
- マテウシュ・ポニトカ
- A.J.・スローター
- ミハウ・ミハラク
- ウカシュ・コレンダ
- ミハウ・ソコウォフスキ
- ダミアン・クーリク
- ヤクブ・シェンク
- アダム・ヴァチンスキ
- ドミニク・オレイニチャク
- ヤクブ・ガルバチ